# Oldřich Vlasák
Pour les articles homonymes, voir Vlasák.
Oldřich Vlasák, né le 26 novembre 1955 à Hradec Králové (Tchécoslovaquie) et mort le 12 octobre 2024, est un homme politique tchèque, membre de l'ODS.
Il est député européen de 2004 à 2014, membre du groupe du Parti populaire européen de 2004 à 2009 puis du groupe des Conservateurs et réformistes européens de 2009 à 2014, dont il est membre du bureau de janvier 2012 à juin 2014.